# Поздняков, Владимир Владимирович
Владимир Владимирович Поздняков (род. 25 сентября 1980, Дрезна, Московская область) — российский хоккеист, нападающий.

## Биография
Воспитанник школы «Юность» (Дрезна), первый тренер Ю. Г. Парамошкин. Выпускник — «Кристалла» Электросталь. Выступал за российские клубы «Кристалл-2» / «Элемаш-2» Электросталь (1996/97, 2002/03), «Кристалл» / «Элемаш» Электросталь (1997/98, 2002/03 — 2003/04, 2005/06 — 2007/08), «Спартак» Москва (1998/99 — 1999/2000), «Динамо» Москва (2000/01), «Металлург» Новокузнецк (2000/01), ЦСКА (2001/02), «Кристалл» Саратов (2004/05), «Химик» Мытищи (2005/06), «Химик» Воскресенск (2005/06, 2009/10),
«Дмитров» (2008/09), «Рязань» и «Ариада-Акпарс» (ВХЛ, 2011/12). В сезоне 2010/11 играл за белорусский клуб «Химик»-СКА Новополоцк.
Бронзовый призёр последнего юниорского чемпионата Европы 1998 года.